# Marcelo Prieto Jiménez
Marcelo Prieto Jiménez (Alajuela, 16 de febrero de 1952) es un abogado y político costarricense, Fue nombrado ministro de la Presidencia tras la salida inesperada de Víctor Morales Mora a raíz del caso UPAD, ejerciendo el cargo del 16 de abril hasta su renuncia, el 21 de diciembre de 2020.

## Trayectoria
Prieto es alajuelense, licenciado en Derecho por la Universidad de Costa Rica con un doctorado en Educación con énfasis en mediación pedagógica. Prieto fue diputado entre 1978 y 1982, presidente del Instituto Nacional de Aprendizaje entre 1982 y 1984, embajador en México y alcalde de Alajuela. Ejerció como rector de la Universidad Técnica Nacional de Costa Rica desde la creación de ésta durante la segunda administración del Dr. Arias Sánchez hasta su nombramiento como ministro en 2020.